# Jochen Fischer (Maler)
Jochen Fischer (* 11. Januar 1945 in Wuppertal) ist ein deutscher Maler, Zeichner und Fotograf. 

## Leben und Werk
Jochen Fischer absolvierte 1959 eine Ausbildung zum Chemiegraphen und Tiefdruckätzer. Bis 1973 war im grafischen Gewerbe tätig. Von 1973 bis 1977 studierte Fischer an der Gesamthochschule Wuppertal bei Rudolf Schoofs und Willi Franken Zeichnung, Druckgrafik und Textildesign. Es entstehen Fotoübermalungen und Zeichnungen auf Fotovorlagen, ferner abstrakte Öl-Gemälde und Farbkreide-Zeichnungen.

## Ausstellungen
- 1978: Märkisches Museum, Witten
- 1984: Von der Heydt-Museum, Wuppertal

## Veröffentlichungen
- Jochen Fischer: Malerei und Zeichnungen. Von der Heydt-Museum Wuppertal, 1984.
- Stadt Herne (Hrsg.): Jochen Fischer – Malerei, Zeichnung, Fotografie. Städtische Galerie im Schlosspark Strünkede, Emschertal-Museum, Herne 2002.